# Pasión prohibida
Amour interdit (Pasión Prohibida) est une telenovela américaine diffusée entre le 22 janvier et le 21 juin 2013 sur Telemundo, d'après la série turque Aşk-ı Memnu.
Elle a été diffusée sur Outre-Mer 1ère et sur France Ô et IDF1 sous le titre de Amour interdit, et au Québec à l'automne 2019 sur Elle Fictions.
En janvier 2025, elle est diffusée sur Novelas TV jusqu'au 26 juin 2025.

## Synopsis
Bianca Santillana est la fille de Flavia Santillana qu'elle tient responsable de la mort de son père. En effet, il a eu une crise cardiaque en apprenant l'infidélité de Flavia.
Flavia aime dépenser l'argent et tente de séduire les hommes riches après la mort de son mari pour mener un style de vie somptueux ainsi que pour conserver la maison familiale que son défunt mari avait hypothéquée pour faire face aux dépenses de Flavia.
Bianca qui déteste l'attitude de sa mère, apprend le projet de celle-ci de piéger Ariel Piamonte, l'homme le plus riche de la ville. Ariel est un veuf avec deux enfants : Nina, âgée de 17 ans et Santiago, âgé de 8 ans. Ariel visite la tombe de sa défunte épouse tandis que Bianca visite celle de son père. Tous deux se rencontrent souvent au cimetière. Peu à peu, Ariel développe des sentiments pour Bianca et lui propose le mariage malgré leur différence d'âge. Bianca accepte afin de contrer sa mère Flavia et vient vivre dans la maison d'Ariel. Ariel et Bianca se marient.
Le neveu éloigné d'Ariel, Bruno, habite aussi la maison où il a été chaleureusement accueilli, enfant, au décès de ses parents. Il a grandi avec les enfants d'Ariel qui le considère comme un fils. Maintenant c'est un jeune homme, avec une réputation de donjuan et de séducteur à travers toute la ville. Bruno a été le petit ami de Pénélope, la sœur aînée de Bianca, mais ils se sont séparés à la suite de l'infidélité de Bruno. Pénélope est maintenant mariée à Nicolas, le fils de Guillermo Arredondo. Guillermo Arredondo déteste Flavia et se méfie de ses intrigues et de sa nature dispendieuse.
Bianca essaie de s'intégrer à la vie quotidienne de cette famille riche, de se faire apprécier des enfants d'Ariel et de diriger les domestiques. Ses maladresses sont plus ou moins acceptées.
Bianca réalise qu'elle n'a jamais aimé Ariel et essaie d'abord de faire de son mieux pour être une épouse exemplaire. Mais elle tombe, malgré elle, éperdument amoureuse de Bruno et lui propose de s'enfuir pour vivre cet amour interdit. Nina, qui est en réalité une cousine éloignée de Bruno, l'aime secrètement et est gâtée par son père Ariel, qui ne peut rien lui refuser.
Bruno est face à un dilemme : soit épouser Nina qu'il n'aime pas pour faire plaisir à son oncle Ariel, soit choisir Bianca la femme d'Ariel. Il ne veut faire souffrir personne et surtout pas blesser Nina et Ariel. Quelle décision va-t-il prendre ?

## Distribution

### Rôles principaux
| Acteur              | Personnage                                                  |
| ------------------- | ----------------------------------------------------------- |
| Mónica Spear †      | Bianca Santillana de Piamonte (la femme d'Ariel Piamonte) † |
| Jencarlos Canela    | Bruno Hurtado Piamonte (l'amant de Bianca Santillana)       |
| Roberto Vander      | Ariel Piamonte (le mari de Bianca Santillana)               |
| Mercedes Molto      | Denise Lefevre, dite Mademoiselle                           |
| Rebecca Jones       | Flavia Santillana                                           |
| Henry Zakka         | Guillermo Arredondo                                         |
| Jorge Consejo       | Nicolás Arredondo                                           |
| Carmen Aub          | Nina Piamonte Estrada `                                     |
| Sabrina Seara       | Penélope Santillana de Arredondo                            |
| Beatriz Monroy      | Celeste Barrera                                             |
| Rubén Morales       | Salomón Barrera                                             |
| Marisela González   | Francisca Piamonte                                          |
| Martha Pabón        | Nuria Arredondo                                             |
| Liannet Borrego     | Katia                                                       |
| Sharlene Taule      | Camila Barrera                                              |
| Priscila Perales    | Eliana Ramírez                                              |
| Gisella Aboumrad    | Teresa Lopez, dite Tere                                     |
| Pepe Gámez          | Yael Duarte                                                 |
| Nikolas Caballero   | Santiago Piamonte Estrada, dit Santi                        |
| Antoine Stuve       | Ricardo                                                     |
| Edmond Lami         | Simon                                                       |
| Francois Loveny     | Samantha                                                    |
| Ronaldo Hernández   | Jan Diamond                                                 |
| Cesar Lacosta       | Symon Montengro                                             |
| Luis Ángel Lafaurie |                                                             |
| Uandari Gomez       |                                                             |
| Héctor Soberón      | Martín Santillana                                           |

## Diffusion internationale
| Pays                   | Chaîne                                         | Titre                                               | Première diffusion                                                 |
| ---------------------- | ---------------------------------------------- | --------------------------------------------------- | ------------------------------------------------------------------ |
| États-Unis             | Telemundo                                      | Pasión prohibida                                    | 22 janvier 2013                                                    |
| Mexique                | Azteca 13                                      | Pasión prohibida                                    |                                                                    |
| Porto Rico             | Telemundo Porto Rico                           | Pasión prohibida                                    |                                                                    |
| Venezuela              | Televen                                        | Pasión prohibida                                    |                                                                    |
| Honduras               | HTV                                            | Pasión prohibida                                    |                                                                    |
| Équateur               | Ecuavisa                                       | Pasión prohibida                                    |                                                                    |
| Costa Rica             | Teletica                                       | Pasión prohibida                                    |                                                                    |
| Géorgie                | Imedi TV                                       | აკრძალული სიყვარული                                 |                                                                    |
| Bolivie                | Unitel                                         | Pasión prohibida                                    |                                                                    |
| France                 | Outre-Mer 1ère France Ô IDF1 Novelas TV        | Amour Interdit                                      | 26 décembre 2013 20 janvier 2014 12 septembre 2016 29 janvier 2025 |
| Pérou                  | ATV                                            | Pasión prohibida                                    |                                                                    |
| Italie                 | Rai 2 - Rai Premium                            | Pasión prohibida                                    |                                                                    |
| République dominicaine | Telesistema                                    | Pasión prohibida                                    |                                                                    |
| Nicaragua              | Televicentro                                   | Pasión prohibida                                    |                                                                    |
| Espagne                | Nova                                           | Pasión prohibida                                    |                                                                    |
| Panama                 | TVN                                            |                                                     |                                                                    |
| Slovénie               | PopTV                                          | Prepovedana ljubezen                                | 16 décembre 2013                                                   |
| Paraguay               | SNT                                            |                                                     |                                                                    |
| Israël                 | Viva Plus                                      | תהום של תשוקה                                       | 9 juillet 2013                                                     |
| Salvador               | Telecorporacion Salvadoreña                    |                                                     |                                                                    |
| Guatemala              | Canal3y7                                       |                                                     |                                                                    |
| Monde Arabe            | Shahid VIP (VOD) MBC4 MBC+ Variety MBC Variety | Forbidden Passions حب و انتقام (Amour et Vengeance) | 2016                                                               |

## Autres versions
- Aşk-ı Memnu, série télévisée turque diffusée en 2008-2010 sur Kanal D.

### Sources
- (en) Cet article est partiellement ou en totalité issu de l’article de Wikipédia en anglais intitulé « Pasión Prohibida » (voir la liste des auteurs).

- (es) Cet article est partiellement ou en totalité issu de l’article de Wikipédia en espagnol intitulé « Pasión prohibida » (voir la liste des auteurs).